# Polla pintada americana
La polla pintada americana o Rasclet pintat de Carolina (Porzana carolina) és una espècie d'ocell de la família dels ràl·lids (Rallidae) que habita pantans d'Amèrica del Nord, criant des del sud d'Alaska, Colúmbia Britànica i Yukon, cap al sud, a través del Canadà i Estats Units, fins Baixa Califòrnia, Nevada, Arizona, Nou Mèxic i Missouri. Passa l'hivern a Florida, les Antilles, Mèxic i Amèrica Central, fins a Colòmbia, Veneçuela i l'Equador.